# Elkin Soto
Elkin Soto Jaramillo (ur. 4 sierpnia 1980 w Manizales) – piłkarz kolumbijski grający na pozycji lewego pomocnika.

## Kariera klubowa
Soto jest wychowankiem klubu Once Caldas z jego rodzinnej miejscowości Manizales. W 1999 roku zadebiutował w jego barwach w Categoría Primera A. W pierwszym składzie zaczął grać w połowie roku 2000, a w 2003 roku osiągnął swój pierwszy sukces w karierze jakim było wywalczenie mistrzostwa Kolumbii fazy Apertura. W 2004 roku dotarł z Once Caldas do finału Copa Libertadores, a w nim kolumbijski klub okazał się lepszy od Boca Juniors. Soto wystąpił też w przegranym z FC Porto po serii rzutów karnych meczu Pucharu Interkontynentalnego. Dla Once Caldas przez 7 lat wystąpił w 204 meczach i strzelił 25 bramek.
Na początku 2006 roku Soto przeszedł do ekwadorskiej Barcelony i wywalczył z nią mniej znaczący puchar, Copa Asoguayas. W styczniu 2007 przeszedł do niemieckiego 1. FSV Mainz 05. W Bundeslidze zadebiutował 10 lutego w wygranym 4:1 meczu z Energie Cottbus. Dla Mainz wystąpił 8 razy i zaliczył 3 asysty, jednak nie zdołał pomóc uchronić klubu przed spadkiem z ekstraklasy Niemiec. W 2009 roku powrócił z Mainz z drugiej do pierwszej ligi.
| Sezon   | Klub            | Kraj     | Rozgrywki           | Mecze | Bramki |
| ------- | --------------- | -------- | ------------------- | ----- | ------ |
| 1999    | Once Caldas     | Kolumbia | Categoría Primera A | 3     | 0      |
| 2000    | Once Caldas     | Kolumbia | Categoría Primera A | 20    | 2      |
| 2001    | Once Caldas     | Kolumbia | Categoría Primera A | 31    | 4      |
| 2002    | Once Caldas     | Kolumbia | Categoría Primera A | 31    | 3      |
| 2003    | Once Caldas     | Kolumbia | Categoría Primera A | 42    | 5      |
| 2004    | Once Caldas     | Kolumbia | Categoría Primera A | 34    | 5      |
| 2005    | Once Caldas     | Kolumbia | Categoría Primera A | 33    | 6      |
| 2006    | Barcelona SC    | Ekwador  | Serie A             | 44    | 7      |
| 2006/07 | 1. FSV Mainz 05 | Niemcy   | Bundesliga          | 8     | 0      |
| 2007/08 | 1. FSV Mainz 05 | Niemcy   | 2. Bundesliga       | 7     | 1      |
| 2008/09 | 1. FSV Mainz 05 | Niemcy   | 2. Bundesliga       | 24    | 2      |
| 2009/10 | 1. FSV Mainz 05 | Niemcy   | Bundesliga          | 30    | 1      |
| 2010/11 | 1. FSV Mainz 05 | Niemcy   | Bundesliga          | 26    | 4      |
| 2012/12 | 1. FSV Mainz 05 | Niemcy   | Bundesliga          | 31    | 1      |
| 2012/13 | 1. FSV Mainz 05 | Niemcy   | Bundesliga          | 9     | 0      |

## Kariera reprezentacyjna
W reprezentacji Kolumbii Soto zadebiutował w 2004 roku. Ma za sobą występy w nieudanych dla narodowej kadry kwalifikacjach do Mistrzostw Świata w Niemczech (zdobył w nich 2 gole w meczach z Urugwajem oraz Peru).